# Dürre Enz
Die Dürre Enz ist ein kleines Fließgewässer im baden-württembergischen Oberriexingen. Sie entsteht nordöstlich des Ortes und mündet nach drei Kilometern Lauf von links in die untere Enz.

## Geographie

### Verlauf
Die Dürre Enz entsteht zwischen dem Gewerbepark Eichwald im Norden und dem Reutwald im Südwesten zwischen Feldern im Gewann Lohenstein auf etwa 253 m ü. NHN. Der am Oberlauf unbeständige Bach zieht anfangs südwestwärts auf das Dorf Oberriexingen zu. Er fließt links am angrenzenden Reutwald entlang und passiert einen kleinen, 0,5 ha großen Fischteich am rechten Ufer. Am Rand der geschlossenen Besiedlung läuft von Nordwesten her ein nur periodisch wasserführender Graben aus der Wolfställe zu. Die hier schon dauerhaft fließende Dürre Enz zieht nun südlich entlang der Sersheimer Straße und schwenkt um den Fuß des Pfefferbergs immer weiter nach links. Zuletzt unterquert sie im Ostlauf die Straße nach Sachsenheim und mündet in der sich weitenden linken Flussaue an der Kläranlage Oberriexingens von links und auf etwa 191 m ü. NHN in die untere Enz.

## Einzugsgebiet
Die Kleine Enz hat ein etwa 5,1 km² großes Einzugsgebiet, das naturräumlich gesehen zum Unterraum Unteres Enztal des Neckarbeckens gerechnet wird. Die triassisch höchste Schicht im Einzugsgebiet ist der Gipskeuper (Grabfeld-Formation) am Nord- und vor allem Nordostrand im Bereich des Gewerbeparks Eichwald. Der Bach entsteht nahe an dessen Übergang zum unterlagernden Lettenkeuper (Erfurt-Formation), in dem der Bach und seine Mulde bis etwa an den Ortsrand Oberriexingens bleiben. Dort setzt dann der noch tiefere Obere Muschelkalk ein, in dem die Dürre Enz bis an den Rand des Auensedimentbandes um die Enz fließt. Auf einem großen Teil des Einzugsgebietes, vor allem im Westen und Norden, liegt diesen Schichten jedoch Lösssediment aus quartärer Ablagerung auf.
Der höchste Punkt des Einzugsgebietes an seiner Westspitze hat eine Höhe von etwa 303 m ü. NHN. Hinter der sich von hier ostwärts ziehenden nördlichen Wasserscheide konkurriert der bedeutendere Enz-Zufluss Metter. Unmittelbar westlich und östlich des Einzugsgebiets laufen nur dürre kleine Talmulden südwärts ebenfalls zur Enz.
Der überwiegende Teil des Einzugsgebietes liegt im Gebiet der Gemeinde Oberriexingen, Randanteile gehören im Nordwesten zu Vaihingen an der Enz, im Norden zu Sersheim und im Nordosten zu Sachsenheim. Überwiegend darin liegt das Dorf Oberriexingen, weitere Besiedlung gibt es nur in dessen Norden in Gestalt einer lockeren Aussiedlerhofbebauung und am Nordostrand, wo der schon erwähnte Gewerbepark Eichwald ins Gebiet ragt.

## Natur und Schutzgebiete
Wo er nach dem erwähnten Teich noch am Rand des Reutwaldes läuft, ist der Bach ziemlich naturnah. Am Unterhang des Pfefferbergs deuten Trockenmauern und heute heckenbewachsene Flächen auf ehemaligen Weinbau in südexponierter Lage hin.
Fast die gesamte von der Dürren Enz entwässerte Fläche liegt in Wasserschutzgebieten. In der Seitenmulde Wolfställen des einzigen leidlich bedeutenden Zuflusses ist seit 2005 ein kleines Landschaftsschutzgebiet mit dem Namen Wolfställen errichtet; der Pfefferberg gehört zu dem größeren, seit dem Jahre 1991 bestehenden mit dem Namen Enztal zwischen dem Leinfelder Hof und Bietigheim-Bissingen.

### LUBW
Amtliche Online-Gewässerkarte mit passendem Ausschnitt und den hier benutzten Layern: Lauf und Einzugsgebiet der Dürren Enz

Allgemeiner Einstieg ohne Voreinstellungen und Layer: Daten- und Kartendienst der Landesanstalt für Umwelt Baden-Württemberg (LUBW) (Hinweise)
1. 1 2 3  Höhe nach dem Höhenlinienbild auf dem Hintergrundlayer Topographische Karte.
2. ↑  Länge nach dem Layer Gewässernetz (AWGN).
3. ↑  Einzugsgebiet abgemessen auf dem Hintergrundlayer Topographische Karte.
4. ↑  Seefläche nach dem Layer Stehende Gewässer.
5. ↑  Natur und Schutzgebiete nach den einschlägigen Layern.

### Andere Belege
1. ↑  Friedrich Huttenlocher, Hansjörg Dongus: Geographische Landesaufnahme: Die naturräumlichen Einheiten auf Blatt 170 Stuttgart. Bundesanstalt für Landeskunde, Bad Godesberg 1949, überarbeitet 1967. → Online-Karte (PDF; 4,0 MB)
2. ↑  Geologie grob nach: Mapserver des Landesamtes für Geologie, Rohstoffe und Bergbau (LGRB) (Hinweise)